# Episodi de Le avventure del bosco piccolo (prima stagione)
La prima stagione di Le avventure del bosco piccolo è andata in onda nel Regno Unito sul canale Children's BBC tra il 6 gennaio 1993 e il 31 marzo 1993, mentre in Italia è stata trasmessa su Rai 2 a partire dal 1993.
| nº | Titolo originale               | Titolo italiano            | Prima TV UK      |
| -- | ------------------------------ | -------------------------- | ---------------- |
| 1  | The Wood In Danger             | Addio Bosco Natio          | 6 gennaio 1993   |
| 2  | The Journey Begins             | Inizia l'avventura         | 13 gennaio 1993  |
| 3  | Through Fire and Through Water | Al fuoco!                  | 20 gennaio 1993  |
| 4  | False Haven                    | Un rifugio pericoloso      | 27 gennaio 1993  |
| 5  | Snare for the Unwary           | Trappola mortale           | 3 febbraio 1993  |
| 6  | Who Shall Wear the Crown?      | Chi sarà il capo?          | 10 febbraio 1993 |
| 7  | New Friends, Old Enemies       | Nuovi amici, vecchi nemici | 17 febbraio 1993 |
| 8  | Friends in Need                | Amici in pericolo          | 24 febbraio 1993 |
| 9  | Whistler's Quarry              | La rinuncia                | 3 marzo 1993     |
| 10 | Between Two Evils              | Tra due mali...            | 10 marzo 1993    |
| 11 | A Deathly Calm                 | Calma mortale              | 17 marzo 1993    |
| 12 | Pandemonium                    | Pandemonio                 | 24 marzo 1993    |
| 13 | So Near and Yet So Far...      | Finalmente!                | 31 marzo 1993    |

## Addio Bosco Natio
Le macchine degli uomini stanno inesorabilmente distruggendo il bosco di Farthing, chiamato Bosco Natìo dalle creature che lo abitano. Quando infine cominciano a sversare materiali di risulta nello stagno, ovvero l'unica riserva d'acqua disponibile, il pericolo induce gli animali del bosco a decidere il da farsi. Si organizza un'assemblea nella quale il Rospo, appena tornato da un lungo viaggio, dichiara di conoscere una riserva naturale chiamata Parco del Daino Bianco in cui ognuno potrebbe vivere al sicuro. Decisi a partire, tutti si impegnano a collaborare e a sostenersi l'un l'altro durante il viaggio stringendo un solenne patto di mutua protezione. Il compito di capo in questo branco così eterogeneo viene assegnato a Volpe.

## Inizia l'avventura
La notte seguente all'assemblea il gruppo si mette in cammino. Attraversato il cantiere ai margini del bosco, la necessità d'acqua spinge i viandanti animali a dissetarsi nella piscina di una villetta, correndo il rischio di farsi scoprire dagli inquilini umani. All'alba si ritroveranno a dover attraversare una strada asfaltata, sulla quale sia Rospo che Vipera saranno sul punto di trovare la morte. Infine tutti si addormentano in un praticello apparentemente tranquillo.

## Al fuoco!
Boati rumorosi svegliano bruscamente i membri del gruppo, che a loro insaputa sono finiti in un campo di addestramento militare. Sfuggiti alla sparatoria, giungono in una palude dove i Tritoni decidono di stabilirsi definitivamente per non continuare a soffrire la carenza d'acqua. Di nuovo in cammino, si scopre che Rospo e Talpa sono rimasti indietro. Intanto, a causa di un mozzicone di sigaretta lanciato da un uomo nell'erba, nelle vicinanze è scoppiato un grande incendio e Volpe è costretto a inoltrarvisi per trovare e salvare Rospo. Talpa viene trovato e portato via da un pompiere, ma poi riuscirà a scappare e tutta la comitiva si riunirà. L'area inghiottita dalle fiamme e dal fumo è proprio quella della palude, e questo non lascia speranze sulla sorte dei Tritoni.

## Un rifugio pericoloso
Per passare la notte al riparo da un violento temporale, tutta la compagnia si rifugia in un fienile e agli uccelli viene assegnato il compito di far la guardia dal contadino. Ma quando è il turno della Fagiana, l'uomo la scopre e la uccide. Poi sbarra le porte del capanno per intrappolare tutti gli altri all'interno. In fretta e furia si decide di scavare un tunnel per uscire fuori, e Talpa si rivela provvidenziale. In seguito i fuggitivi si salvano dal cane del contadino solo grazie a Volpe che riuscirà a distrarlo. Arrivati in un boschetto, si accorgono che Vipera è rimasta alla fattoria.

## Trappola mortale
Qualcuno deve tornare indietro per recuperare Vipera, e Fagiano si offre volontario anche per dare un ultimo addio alla sua compagna. Ma una volta lì, scorgendo ciò che resta di lei, arrostita in un piatto, grida di dolore facendosi notare dal contadino che gli fa fare la stessa fine. Sarà Gufo a trovare Vipera e a ricondurla dagli altri. Il viaggio riprende, finché il gruppo non giunge sulle sponde di un grande fiume. Durante la traversata i conigli si fanno prendere dal panico, e Volpe e Tasso, dopo averli salvati, vengono trascinati via dalla corrente e dai detriti, senza lasciare tracce.

## Chi sarà il capo?
Tasso viene ritrovato e tratto in salvo con difficoltà dalle acque del fiume. Di Volpe non si sa più nulla. Non resta che rimettersi in marcia, e Tasso assume il comando della compagnia, subendo per questo le critiche di Gufo. Ma Rospo non riesce più come prima a trovare la strada, per colpa dell'istinto territoriale che lo attira di più verso il Bosco Natìo. Come se non bastasse, a bloccare di nuovo il cammino c'è la nascita dei piccoli dei Topolini, che si ritrovano quindi in grande difficoltà a proseguire il viaggio in queste condizioni.

## Nuovi amici, vecchi nemici
Dopo lunghe discussioni i Topolini e le Arvicole decidono di separarsi dal gruppo per stabilirsi nelle campagne circostanti. Ma appena detto addio ai loro amici, si ritrovano alla mercé di una sanguinaria Averla che uccide tutti i piccoli dei Topolini. Non resta loro che riaggregarsi alla comitiva, la cui guida, Rospo, ha ritrovato il senso dell'orientamento. Volpe, intanto, è ancora vivo e si risveglia su una chiatta abbandonata, che, percorrendo il fiume, è arrivata in una città. Scappa e si rifugia in un cantiere dove stringe un patto d'alleanza con un gatto. A bordo di un camion esce fuori dalla città e infine incontra nel bosco vicino un'affascinante volpe femmina che lo invita a farle compagnia.

## Amici in pericolo
Volpe è indeciso se rintracciare i suoi amici o restare con Volpina, la sua nuova conoscenza. Lei, dal canto suo, non sa se vorrebbe seguirlo nel suo lungo viaggio, ma intanto lo aiuta a seguire le tracce degli altri. Purtroppo si ritrovano nel bel mezzo di una caccia alla volpe, ad opera di uomini a cavallo. Volpe cerca di fare da esca per distogliere i cani da Volpina, senza riuscirci. Dall'alto di una collina Tasso e gli altri assistono impotenti alla situazione. Volpina, sul punto di raggiungerli, si accascia a terra esausta proprio davanti al cacciatore, ma viene salvata da Vipera che dà un morso al cavallo di questi, facendolo stramazzare a terra. Tornata la calma, Volpina decide di seguire Volpe e di diventare la sua compagna.

## La rinuncia
I viaggiatori giungono in una cava dove fanno una sosta per dissetarsi. Lì incontrano Fischietto, un airone con un foro di proiettile nell'ala che gli fa emettere un fischio quando è in volo. Sarà lui a salvare Rospo dalle fauci di una grossa carpa, e in seguito decide di unirsi alla compagnia, prestando anch'egli il solenne giuramento insieme a Volpina. Proseguendo nel cammino, il gruppo si imbatte in una caccia al fagiano in cui uno dei piccoli dei conigli, colto in un momento di distrazione, viene ucciso. Ci si ferma per la notte, prima di riprendere il viaggio.

## Tra due mali...
Ripresa la marcia, i nostri eroi si accorgono che i cacciatori di volpi sono di nuovo sulle loro tracce, ma ad attenderli più avanti c'è un altro ostacolo, il più pericoloso che si siano mai trovati ad affrontare: un'autostrada. Non senza difficoltà riescono ad attraversare le prime corsìe in cui le auto sono imbottigliate nel traffico. Ma nel secondo tratto l'unica soluzione per i più piccoli è farsi trasportare nel becco di Fischietto, fatta eccezione per i Ricci a causa dei loro aculei. Nel tentativo di attraversare, i due Ricci, non riuscendo a resistere all'impulso di arrotolarsi per la paura, periranno investiti da un camion. Gli altri ce la faranno.

## Calma mortale
I viandanti si ritrovano ad attraversare una zona di campi coltivati, ma grazie a un'intuizione di Volpe e di Gufo ci si accorge appena in tempo che sono campi avvelenati, e che le verdure intorno a loro sono tossiche perché cosparse di pesticidi. Per trovare del cibo per tutti, allora, Volpe e alcuni altri compiono un'incursione notturna nella vicina città, mentre il resto del gruppo giunge in un campo ancora incontaminato. Ma al mattino irrompono all'improvviso le macchine dell'uomo che spruzzano veleno, dalle quali gli animali si salveranno per un pelo. Infine Volpe propone a tutti di attraversare la città.

## Pandemonio
Dopo tutte le peripezie trascorse, ai protagonisti mancava solo di doversi addentrare in città. Lo fanno col favore del buio, ma ben presto scoppia un acquazzone e tutti si rifugiano all'interno di una chiesa. Purtroppo al mattino giunge un muratore a chiudere la spaccatura nel muro dalla quale erano entrati. Intrappolati, sono costretti a restare nascosti in chiesa proprio durante la celebrazione di un matrimonio. Ma ci mettono poco a farsi notare e in breve scoppia il caos totale. Fuggendo all'impazzata, si disperdono tutti ai quattro venti.

## Finalmente!
Il gruppo si ritrova totalmente smembrato proprio quando il Parco del Daino Bianco è a poche ore di cammino. Gli uccelli volano in lungo e in largo alla ricerca dei dispersi. Tasso e Donnola, di nuovo in città, si sono rifugiati nella cantina di un'enoteca dove Donnola finisce per ubriacarsi. I conigli sono intrappolati in un fossato, mentre i Topolini, le Arvicole e i Toporagni si ritrovano in uno sterminato campo da golf, in fastidiosa compagnia di Vipera. Ma piano piano la comitiva riesce a ricompattarsi, per poter finalmente fare il proprio ingresso alla tanto agognata riserva naturale, dove l'accoglie il Daino Bianco in persona. Egli stesso dichiara che, con la loro impresa, Volpe e i suoi compagni hanno fatto storia.